# Run (Lodovica Comello)
Run è un singolo della cantante, attrice e conduttrice televisiva italiana Lodovica Comello, pubblicato il 22 maggio 2018.

## Il brano
Il brano è nato da un progetto digitale avviato nel febbraio 2018 e chiamato Una canzone per me, rivolto a tutti gli aspiranti musicisti e compositori, con il fine di coinvolgerli nella composizione del nuovo singolo di Lodovica Comello.
Tra le canzoni pervenute nell'ambito del contest, l'artista, con la collaborazione del suo staff artistico e discografico, ha scelto il brano Run, scritto da Agnese Bighin. Il brano si è posizionato al primo posto nella classifica di iTunes a Malta, al trentasettesimo posto in Polonia, al quarantaduesimo in Italia e al quarantasettesimo in Portogallo. 

## Tracce
- Download digitale

1. Run – 3:07

## Video musicale
Il videoclip della canzone è stato diretto da Tomas Goldschmidt e rilasciato il 24 maggio 2018.